# دقيقة صمت
دقيقة الصمت عبارة عن مصطلح يشير إلى فترة زمنية قصيرة يتراوح طولها من عدة ثوانٍ إلى بضع دقائق من التدبر أو التأمل أو الصلوات حداداً وإظهاراً للاحترام للموتى أو الضحايا.
يكثر استخدام هذا المفهوم من التقدير للموتى في المناسبات الرسمية أو عند حدوث تأبين عام، كما درج استخدامها في الملاعب الرياضية قبل انطلاق المباريات تخليداً لوفيات الرياضيين أو ضحايا الهجمات أو الكوارث. لكن مع بداية القرن الحادي والعشرين شاع التصفيق في الملاعب بدلاً عن دقيقة الصمت، وذلك ربما خوفاً من قيام بعض أفراد المشجعين من التشويش وإطلاق الهتافات المتعمدة لحظة الصمت.

## شرح
دقيقة الصمت، هذا الشكل يجعل من الممكن استبدال الصلوات بصيغة متوافقة مع الديانات المختلفة، بما في ذلك الإلحاد أو اللاأدرية، وقد اعتبرها البعض شكلاً من أشكال الدين المدني. وبما أن أقلية يمكن أن تفسدها بسهولة، فإن دقيقة الصمت تظهر توحيد الشعور.
من أجل الاتفاق على مثل هذه العملية المشتركة بين عدة بلدان، فإن ما يسمى بروتوكول الصمت ينخرط في ما يعرف باللغة الدبلوماسية. يقدم الدبلوماسيون الذين يمثلون البلدان المعنية مقترحات حتى يتم التوصل إلى اتفاق في النهاية.
في أماكن الرياضة، تميل دقيقة الصمت إلى الاستغناء عن دقيقة من التصفيق.

## اقرأ أيضاً
- حداد